# Sidmar Antônio Martins
Sidmar Antônio Martins, noto anche semplicemente come Sidmar (São José do Rio Preto, 13 giugno 1962), è un allenatore di calcio ed ex calciatore brasiliano, di ruolo portiere.

## Palmarès

### Giocatore

#### Competizioni nazionali
- Campionato brasiliano: 1

Bahia: 1988
- Campeonato Brasileiro Série B: 1

Guarani: 1981
- Campeonato Brasileiro Série C: 1

XV de Piracicaba: 1995